# Simon Trummer
 (août 2015).
Simon Trummer, né le 8 juin 1989 à Frutigen, est un pilote automobile suisse.

## Depuis 2014: Championnat du monde d'endurance FIA
Alors qu'il pilote en GP2 Series pour Rapax Team, il se reconvertit en endurance, en championnat du monde d'endurance FIA, catégorie LMP1, où il pilote la CLM P1/01 de l'équipe Lotus à partir des 6 Heures de Bahreïn 2014.
L'année suivante, il conserve son poste au sein de l'écurie désormais dénommée ByKolles Racing et dispute l'intégralité de la saison aux côtés de Vitantonio Liuzzi et Pierre Kaffer. Trummer est néanmoins le seul pilote du trio à prendre part à toutes les manches du championnat.

## Carrière
- 2006 : Karting (3e du championnat Suisse ICA) ;
- 2007 : Formule Renault 2.0 (7e du championnat suisse) ;
- 2008 : Formule Renault 2.0 suisse ;
- 2009 : International Formule Master (11e du championnat) ;
- 2010 : GP3 Series avec Jenzer Motorsport.